# Trachusa
Trachusa ist eine Gattung von Bienen aus der Familie der Megachilidae. Die Gattung ist sowohl in der Alten als auch in der Neuen Welt verbreitet. Insgesamt sind derzeit ca. 53 Arten beschrieben, zehn Arten in der Westpalaearktis, sieben Arten in der Ostpalaearktis, sechs Arten kommen in der Afrotropischen Region vor und sechs in Indomalaysien. 24 Arten kommen in Amerika (von New Jersey im Norden bis Mexiko im Süden) vor. In Mitteleuropa sind zwei Arten zu finden.
Manche Autoren zählen Trachusa zur Gattung Anthidium.

## Morphologie
Die meisten Trachusa-Arten haben am Thorax gelbe Zeichnung, nur zwei Arten (darunter die einheimische T. byssina) sind gänzlich schwarz gefärbt; die Behaarung ist graugelb bis rötlich-braun. Die Weibchen tragen an der Abdomenunterseite eine helle Sammelbürste. Im Vorderflügel haben sie zwei Diskoidalzellen. Die Klauenglieder haben einen deutlichen Haftlappen. Die Bienen sind ca. 9 bis 16 mm lang (einheimische Arten 11 bis 15 mm).
Im Habitus erinnern sie an Osmia oder Megachile.

## Lebensweise
Trachusa-Bienen sind solitär lebende, pollensammelnde und nestbauende Bienen. Sie graben Nester im Boden, in denen sie Brutzellen anlegen, die mit Blattstückchen gebaut werden und mit Harz überzogen werden. Über die meisten Arten gibt es kaum Beobachtungen zur Lebensweise, lediglich Trachusa byssina, die Große Harzbiene, ist besser untersucht. Die Nistplätze sind bevorzugt südexponierte Stellen, die nur wenig bewachsen sind. Die Nester sind einzeln oder in kleinen Kolonien (10 bis 15 Nester). Die Brutzellen werden in ca. 10 bis 15 cm Tiefe angelegt, sie werden mit ausgeschnittenen Blattstücken gefertigt und innen mit Harz überzogen.

## Systematik
Die Gattung Anthidium gehört innerhalb der Unterfamilie Megachilinae zur Tribus Anthidini. Nach einer neueren phylogenetisch systematischen Untersuchung bildet die Gattung Trachusa gemeinsam mit den Gattungen Apianthidium (mit nur einer Art) und Trachusoides (mit nur 2 Arten) eine Gattungsgruppe, die möglicherweise die Schwestergruppe der übrigen Anthidini ist.
Trachusa wird in 10 Untergattungen eingeteilt. Vier davon sind in der Neuen Welt verbreitet, die anderen sechs in der Palaearktis.

## Westpalaearktische Arten
(nach )
- Subgenus Archianthidium
  - Trachusa baluchistanica, Pakistan
  - Trachusa fasciatellum, Türkei und angrenzende griechische Inseln
  - Trachusa forcipata, Türkei, Tadschikistan, Usbekistan
  - Trachusa laeviventris, Südfrankreich, Spanien, Portugal, Marokko, Algerien (?)
  - Trachusa laticeps, Algerien, Spanien, Frankreich, Kroatien, Bosnien und Herzegowina, Nordmazedonien, Griechenland, Bulgarien
  - Trachusa pubescens, Balkan, Ungarn, Türkei, Iran, Kaukasus bis Zentralasien
- Subgenus Paraanthidium
  - Trachusa dumerlei, Bulgarien, Griechenland, Türkei
  - Trachusa heinzi, Türkei
  - Trachusa interrupta, Mittelmeergebiet, Frankreich, Italien, Schweiz (Genf und Wallis), Österreich (historische Meldung aus Kärnten), Slowakei, Kroatien, Albanien, Serbien, Griechenland, Ungarn, Rumänien, Ukraine, Südrussland, Türkei, bis Zentralasien (nicht für Deutschland gemeldet).[3]
- Subgenus Trachusa s. str.Trachusa byssina (Große Harzbiene)

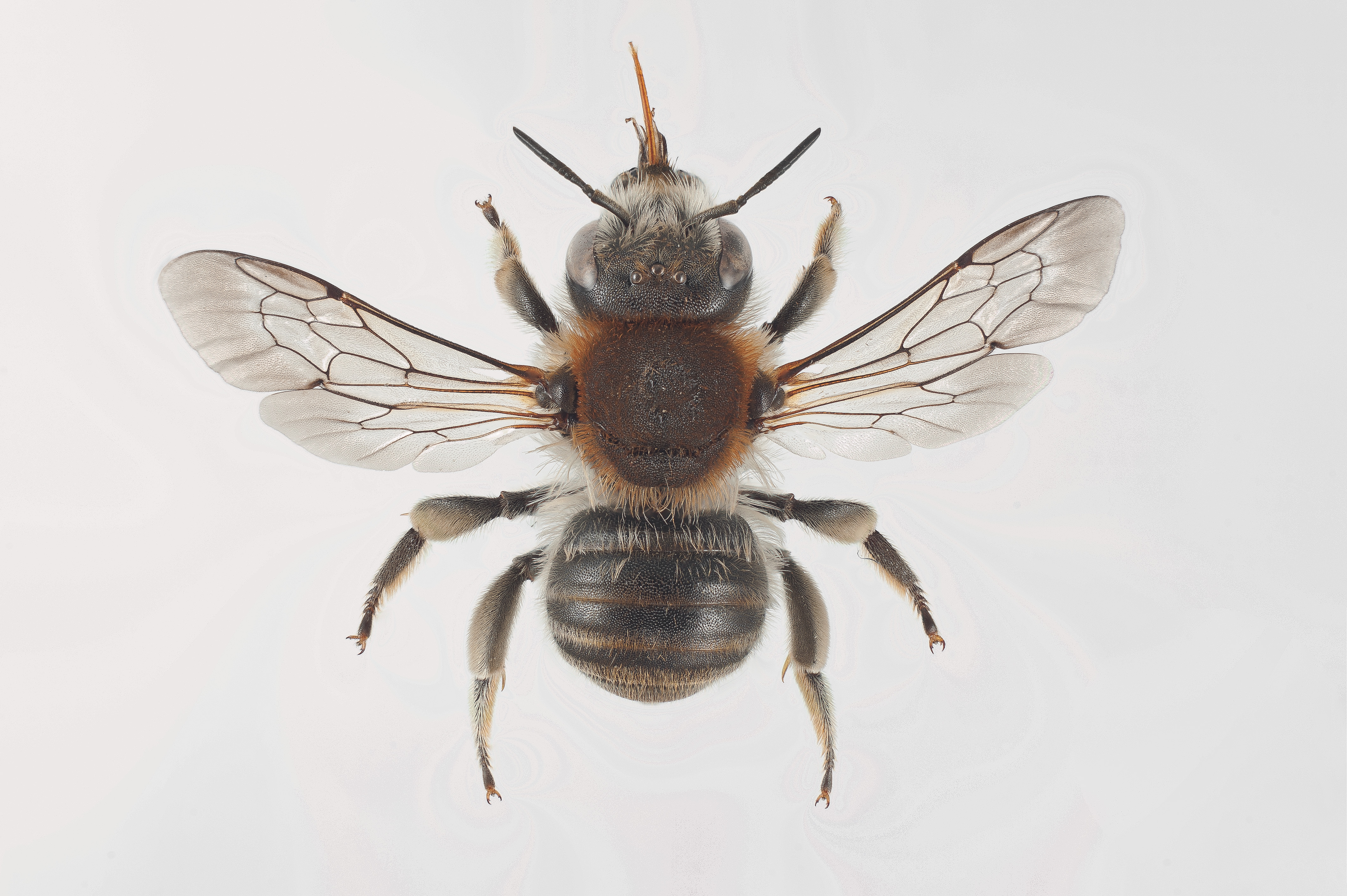
Trachusa byssina (Große Harzbiene)

  - Trachusa byssina (syn. Anthidium byssinum), weit verbreitet, Europa vom Mittelmeer bis in den Norden (64°), im Osten bis Ost-Sibirien, Mongolei und Ost-Russland. Türkei, Syrien, Kaukasus. Nach Scheuchl[3] auch in Nordafrika, fehlt jedoch in Großbritannien.[1]